# كوستاكشارو
كوستاكشارو (بالإيطالية: Costacciaro)‏ هي بلدية في مقاطعة بيرودجا في إقليم أومبريا في إيطاليا.

## السكان
في سنة 1861 بلغ عدد السكان 2٬138 نسمة، وتطور العدد ليصل في سنة 2011 لـ 1٬283 نسمة.
يظهر هذا المخطط البياني تطور النمو السكاني لـ كوستاكشارو